# جون إدوارد سنونو
جون إدوارد سنونو (بالإنجليزية: John E. Sununu) (ولد في 10 سبتمبر 1964) هو جمهوري سابق في مجلس الشيوخ الأمريكي من ولاية نيوهامبشير. سنونو كان أصغر عضو في مجلس الشيوخ خلال مدة تواجده التي استمرت مدة 6 سنوات.